# Claudio Vender
Claudio Vender (Milano, 20 marzo 1904 – Saronno, 23 settembre 1986) è stato un architetto italiano.
Lavorò in collaborazione con l'architetto Mario Asnago.

## Biografia
Il padre, Vezio, Marchese di Termeno, era un ingegnere chimico e imprenditore, morto quando Claudio Vender aveva 15 anni. L'inclinazione artistica del giovane si manifesta fin dall'adolescenza, e nel 1918 si iscrive all'Accademia di belle arti di Brera. Nel 1922 si laurea in architettura presso l'Accademia di belle arti di Bologna. Fu molto attivo negli anni Trenta che videro una sua intensa attività, spesso pubblicata da Gio Ponti su "Domus": condomini, ville, edifici pubblici, stabilimenti, monumenti funebri, arredi, progetti di concorso (Palazzo del Governo a Sondrio, 1930; mercato coperto a Como, 1932; stazione ferroviaria di Firenze, 1937; Palazzo delle Forze Armate a Roma, 1938), partecipazioni alle Triennali di Monza- Milano. Con la Casa di via Col Moschin e il Palazzo Zanoletti a Milano (1939) giunse a maturazione il suo nitido linguaggio architettonico.